# Antiblemma paraddana
Antiblemma paraddana là một loài bướm đêm trong họ Erebidae.